# 5 Fingers
5 Fingers is een Amerikaanse thriller uit 1952 onder regie van Joseph L. Mankiewicz. De film werd destijds uitgebracht onder de titel Operatie Cicero.

## Verhaal
Tijdens de Tweede Wereldoorlog verkoopt de kamerdienaar van de Britse ambassadeur in Ankara militaire geheimen aan de Duitsers. Hij wordt daarvoor rijkelijk beloond. Om zijn fortuin veilig te stellen zoekt hij contact met zijn vroegere werkgeefster.

## Rolverdeling
| Acteur            | Personage             |
| ----------------- | --------------------- |
| James Mason       | Ulysses Diello        |
| Danielle Darrieux | Gravin Anna Staviska  |
| Michael Rennie    | Colin Travers         |
| Walter Hampden    | Sir Frederic Taylor   |
| Oskar Karlweis    | Moyzisch              |
| Herbert Berghof   | Kolonel von Richter   |
| John Wengraf      | Graaf Franz von Papen |